# العلاقات الكولومبية الموزمبيقية
العلاقات الكولومبية الموزمبيقية هي العلاقات الثنائية التي تجمع بين كولومبيا وموزمبيق.

## مقارنة بين البلدين
هذه مقارنة عامة ومرجعية للدولتين:
| وجه المقارنة                                              | كولومبيا        | موزمبيق          |
| --------------------------------------------------------- | --------------- | ---------------- |
| المساحة (كم2)                                             | 1.14 مليون      | 801.59 ألف       |
| عدد السكان (نسمة)                                         | 49.07 مليون     | 29.67 مليون      |
| الكثافة السكانية (ن./كم²)                                 | 43.04           | 37.01            |
| العاصمة                                                   | بوغوتا          | مابوتو           |
| اللغة الرسمية                                             | اللغة الإسبانية | اللغة البرتغالية |
| العملة                                                    | بيزو كولومبي    | متكال موزمبيقي   |
| الناتج المحلي الإجمالي (بليون دولار)                      | 309.19 مليار    | 12.33 مليار      |
| الناتج المحلي الإجمالي (تعادل القوة الشرائية) بليون دولار | 724.96 مليار    | 33.35 مليار      |
| الناتج المحلي الإجمالي الاسمي للفرد دولار أمريكي          | 7.60 ألف        | 529              |
| الناتج المحلي الإجمالي للفرد دولار أمريكي                 | 13.36 ألف       | 1.13 ألف         |
| مؤشر التنمية البشرية                                      | 0.720           | 0.416            |
| رمز المكالمات الدولي                                      | +57             | +258             |
| رمز الإنترنت                                              | .co             | .mz              |
| المنطقة الزمنية                                           | 00              | ت ع م+02:00      |

## منظمات دولية مشتركة
يشترك البلدان في عضوية مجموعة من المنظمات الدولية، منها:
| علم المنظمة | اسم المنظمة                               | تاريخ انضمام كولومبيا | تاريخ انضمام موزمبيق |
| ----------- | ----------------------------------------- | --------------------- | -------------------- |
|             | الاتحاد البريدي العالمي                   | ?                     | ?                    |
|             | مؤسسة التنمية الدولية                     | 16 يونيو 1961         | 24 سبتمبر 1984       |
|             | منظمة حظر الأسلحة الكيميائية              | ?                     | ?                    |
|             | منظمة التجارة العالمية                    | ?                     | ?                    |
|             | الأمم المتحدة                             | 5 نوفمبر 1945         | 16 سبتمبر 1975       |
|             | وكالة ضمان الاستثمار متعدد الأطراف        | 30 نوفمبر 1995        | 23 نوفمبر 1994       |
|             | منظمة الشرطة الجنائية الدولية             | ?                     | ?                    |
|             | مؤسسة التمويل الدولية                     | 20 يوليو 1956         | 24 سبتمبر 1984       |
|             | المنظمة الهيدروغرافية الدولية             | ?                     | ?                    |
|             | الاتحاد الدولي للاتصالات                  | 25 أغسطس 1914         | 4 نوفمبر 1975        |
|             | البنك الدولي للإنشاء والتعمير             | 24 ديسمبر 1946        | 24 سبتمبر 1984       |
|             | المركز الدولي لتسوية المنازعات الاستشارية | 14 أغسطس 1997         | 7 يوليو 1995         |
|             | يونسكو                                    | 31 أكتوبر 1947        | 11 أكتوبر 1976       |

## وصلات خارجية
- موقع وزارة الخارجية الموزمبيقية